# H.L. Hunley
H.L. Hunley – okręt podwodny użyty przez siły Skonfederowanych Stanów Ameryki podczas wojny secesyjnej. Był pierwszym w historii okrętem podwodnym, który przeprowadził zakończoną powodzeniem akcję zatopienia okrętu przeciwnika. Wykonany ze stali i napędzany ręcznie okręt o wyporności 6,8 tony, zdolny był do prowadzenia działań bojowych w całkowitym zanurzeniu i pływania z prędkością 4 mil morskich na godzinę, zaś jego uzbrojenie stanowiła mina holowana bądź wytykowa.
Atak na uczestniczący w blokadzie morskiej Charleston parowo-żaglowy slup Unii USS „Housatonic”, został przeprowadzony podczas wojny secesyjnej 17 lutego 1864 roku przez grupę ochotników Skonfederowanych Stanów Ameryki. Zaatakowany okręt został zatopiony za pomocą miny wytykowej, jednak z niewyjaśnionych do dziś przyczyn, kilka minut później zatonął również „H.L. Hunley”.
W maju 1995 roku, wrak okrętu został odnaleziony, zaś 8 sierpnia 2000 roku został wydobyty i poddany badaniom oraz konserwacji. Przeprowadzono również uroczysty pogrzeb szczątków 8 członków załogi.

## Konstrukcja i budowa
Podczas wojny secesyjnej marynarka wojenna Konfederacji nie była w stanie przeciwstawić się znacznie ją przewyższającej liczbą okrętów flocie Unii. Starała się wobec tego zniwelować jej przewagę między innymi za pomocą niewielkich, konstruowanych przez prywatnych wynalazców jednostek podwodnych.
W 1863 roku, z prywatnych funduszy przedsiębiorców Horacego L. Hunleya, Jamesa McClintocka i Baxtera Watsona rozpoczęto budowę okrętu podwodnego w Składzie Artykułów Żelaznych Park and Lyons w Mobile w stanie Alabama. Po wcześniejszych nieudanych próbach budowy sprawnych okrętów „Pioneer” oraz „Pioneer II”, w tym próbach zapewnienia im napędu elektrycznego, podjęto decyzję o budowie kolejnej jednostki o napędzie mięśniowym – ręcznym. Zbudowanie tej jednostki było możliwe dzięki wsparciu organizacji konfederackich inżynierów w Mobile oraz konfederackich służb specjalnych (Confederate Secret Service) kierowanych przez Edwarda Clarka Singera. Budową okrętu kierował James McClintock wraz z por. Williamem Alexandrem. Początkowo okręt ten nazywano „Fish Boat” lub „Fish Torpedo Boat”, lecz ostatecznie nazwano go „H.L. Hunley”. Formalnie nie przysługiwało mu oznaczenie CSS przed nazwą, gdyż okręt ten nie został oficjalnie wcielony do marynarki wojennej Skonfederowanych Stanów Ameryki, pozostając jednostką „prywatną”.
Aby skrócić czas budowy okrętu, wykorzystano żelazny kocioł okrętowy, który został przecięty na pół. W celu wzmocnienia, między te połowy wstawiono pas stalowy szerokości 30,5 cm. Po zamontowaniu części dziobowej i rufowej oraz śruby z osłoną, długość jednostki – według danych Jamesa McClintocka – wynosiła 12,19 m (12,01 m – według badań archeologicznych), szerokość – 1,07 m (1,17 m – według badań archeologicznych), zanurzenie zaś – 1,22 m. Podobnie jak wcześniejsze jednostki, „H.L. Hunley” nie był cylindryczny – w większej mierze eliptyczny, miał natomiast opływowy kształt dziobu i rufy, wyposażony zaś był w pojedynczy konwencjonalny  ster rufowy.

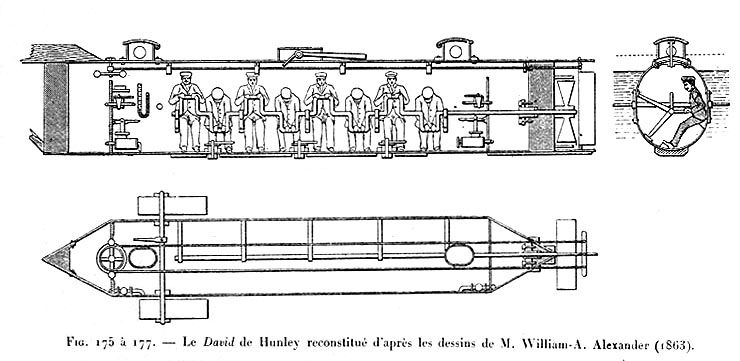
Szkic przekrojowy. Przekrój górny przedstawia członków załogi obracających wał w pozycji stojącej, jednak w rzeczywistości marynarze obracali korbę siedząc na przygotowanej do tego celu ławie. Na rysunku dolnym, przedstawiającym rzut od góry, widoczna jest m.in. lokalizacja umieszczonych w części dziobowej okrętu sterów głębokości.

Okręt miał po jednym otwieranym do góry włazie na obu końcach kadłuba, z wziernikami wykonanymi z ciężkiego szkła, oraz system przewodów do wymiany powietrza w postaci dwóch rur o długości 4 stóp (1,2 metra) i średnicy 1,5 cala (38 mm) zakończonych kolankami. Na dziobie i rufie okrętu znajdowały się zbiorniki balastowe, napełniane wodą i opróżniane za pomocą zaworów i ręcznych pomp, w celu zanurzenia i wynurzenia okrętu. Na dziobie jednostki umieszczone zaś były stery głębokości. Jako dodatkowy balast okręt miał żelazne obciążniki, przymocowane do dna śrubami, które w razie konieczności mogły być odkręcone z wnętrza okrętu w celu ułatwienia awaryjnego wynurzenia. Podczas ruchu okrętu na powierzchni, wzierniki, przez które możliwa była obserwacja powierzchni, znajdowały się zaledwie stopę (30 cm) nad wodą.
Do oświetlania wnętrza używano jednej świecy, która miała palić się 20–25 minut. Gdy płomień świecy zaczynał migotać z powodu braku tlenu, należało przystąpić do wynurzenia okrętu w celu wymiany powietrza. Do ustalenia głębokości zanurzenia wykorzystywano barometr rtęciowy, a do wyznaczania kursu – kompas. Uzbrojenie jednostki stanowiła pierwotnie mina holowana na sznurze o długości 200 stóp (61 metrów) z ładunkiem w postaci 90 funtów (ok. 40 kg) prochu. Podczas ataku, okręt podwodny miał przepłynąć pod atakowanym okrętem i wynurzyć się po jego drugiej stronie, zahaczając o niego miną, co miało wywołać eksplozję.
Wnętrze okrętu mogło pomieścić 9 członków załogi, choć warunki ich pracy na pokładzie były prymitywne. Taka liczebność załogi wynikała z potrzeby nadania jednostce odpowiedniej mobilności. W „H.L. Hunley” zastosowano ręczny napęd trójłopatowej śruby, wokół której znajdowała się pierścieniowa osłona. Śrubę wprawiano w ruch za pośrednictwem przekładni, przy wykorzystaniu wału korbowego biegnącego wzdłuż okrętu. Wał był obracany ręcznie przez siedem osób siedzących na podłużnej ławce wzdłuż prawej burty, dzięki czemu okręt mógł uzyskać prędkość około 2,5 węzłów, według niektórych zaś nawet 4 węzły. Ósmy członek załogi pomagał korbiarzom oraz kontrolował pracę urządzeń znajdujących się w rufie, natomiast dziewiąty był zarazem kapitanem okrętu i jego sternikiem.

## Początek służby
Okręt opuścił stocznię w Mobile wiosną 1863 roku. W czasie pierwszych prób okazało się, że konstrukcja nie należy do bezpiecznych. Bardzo często zawodził np. system umożliwiający zanurzenie. Prawdopodobnie po raz pierwszy okręt zatonął z powodu złej pogody w Zatoce Mobile w drodze po odbiór jego pierwszej załogi. Wkrótce po wybudowaniu okrętu, jego użycie zostało zaproponowane generałowi Konfederacji Pierre G.T. Beauregardowi, który nie widząc szansy wykorzystania okrętu w Mobile, rozkazał przetransportować go do Charleston. 31 lipca 1863 roku przeprowadzono ostateczne próby na rzece Mobile. Obserwowali je konstruktorzy, inwestorzy oraz dowódca konfederackiej marynarki wojennej, admirał Franklin Buchanan. Ponieważ próby okrętu pod dowództwem George’a Dixona zakończyły się pozytywnie (np. w teście wytrzymałościowym „H.L. Hunley” osiadł na dnie, załoga zaś przebywała w nim przez 2 h 35 min bez wypływania na powierzchnię dla zaczerpnięcia powietrza), zdecydowano użyć okrętu w działaniach bojowych przeciwko flocie Unii blokującej port Charleston. Możliwość skutecznego zaatakowania floty federalnej potwierdziła próba operacyjna, podczas której za pomocą holowanej miny okręt zniszczył łódź płaskodenną, toteż drogą kolejową jednostka została przetransportowana do Charleston, gdzie Hunley dotarł 15 sierpnia 1863 roku.
|                             | I załoga | II załoga                                                                                                 | III załoga                                                                                  |
| --------------------------- | --- | --- | ------------------------------------------------------------------------------------------- |
| Dowódca                     | por. John A. Payne | por. George Dixon pod nieobecność dowódcy Horace L. Hunley                                                | George Dixon                                                                                |
| Pozostali członkowie załogi | por. Charles H. Hasker Charles L. Sprague Jeremiah Donivan lub William Robinson Frank Doyle John Kelly Michael Cane Nicholas Davis Absolum Williams | Thomas Park Robert Brockbank Joseph Patterson Charles McHugh John Marshall Henry Beard Charles L. Sprague | kpr. J.F. Carlson James A. Wicks Arnold Becker Frank Collins Joseph Ridgaway Lumpkin Miller |

Zamierzonym celem „H.L. Hunley” było zniszczenie okrętu pancernego USS „New Ironsides”, jednak atak na tę jednostkę przerastał możliwości „Hunleya”. 23 sierpnia 1863 roku „H.L. Hunley” wypłynął w kierunku Fort Sumter, gdzie miał wykonać kontratak na grupę federalnych monitorów ostrzeliwujących fort, jednak w wyniku błędów załogi operacja zakończyła się niepowodzeniem, a sam „Hunley” dostał się w ręce armii konfederatów, po czym został zwrócony konfederackiej marynarce, która powierzyła jego dowództwo porucznikowi Johnowi Payne.
Payne i pozostali członkowie jego załogi byli ochotnikami z pokładu okrętu pancernego CSS „Chicora”. Początkowo cała załoga poddana była intensywnemu szkoleniu, korzystali przy tym z rad kilku cywilnych członków wcześniejszej załogi. Dwa tygodnie później jednak fala z przepływającego obok parowca zalała okręt, zatapiając jednostkę. Z tonącego okrętu zdołał uratować się jedynie jego dowódca John Payne. Podczas spoczywania w pobliżu Fort Sumter, miał miejsce kolejny wypadek – okręt przewrócił się do góry dnem – który przeżył ponownie Payne oraz dwóch członków załogi.
Okręt wydobyto, a jeden z konstruktorów okrętu – Horace L. Hunley – zażądał powierzenia mu dowództwa jednostki z prawem wyboru członków załogi spomiędzy tych, którzy budowali i testowali okręt w Mobile. Prośbie jednak odmówiono, powierzając jej dowództwo ponownie George’owi Dixonowi. Na początku października 1863 roku nowo sformowana przez Dixona załoga praktykowała zanurzenia w rzece Cooper, z użyciem otrzymanego od Konfederacji jako okręt-cel hulku CSS „Indian Chief”. 15 października, pod nieobecność Dixona, Horace L. Hunley zdecydował o samodzielnym wypłynięciu okrętem na kolejny rejs szkoleniowy połączony z pozorowanym atakiem na hulk, jednak w wyniku utraty kontroli nad okrętem jednostka zatonęła 200 stóp poniżej sterburty „Indian Chief”, grzebiąc całą załogę łącznie z jej budowniczym. Jak bowiem wiele innych okrętów podwodnych tego czasu, „H.L. Hunley” miewał kłopoty z właściwym wypoziomowaniem okrętu podczas rejsu w zanurzeniu, w związku z czym miał tendencję do zanurzania aż do osiągnięcia dna. Według innego wytłumaczenia wypadku, okręt zatonął w wyniku niedomknięcia korka przedniego zbiornika balastowego. Okręt jednak również tym razem wydobyto i z nową ochotniczą załogą, ponownie pod dowództwem George’a Dixona, przygotowano do kolejnego ataku na flotę federalną.

## Atak na Housatonic
14 grudnia 1863 roku gen. Pierre G.T. Beauregard, dowódca obrony Charleston, wydał następujący rozkaz:
Porucznik George E. Dixon z 21 Regimentu Ochotników Alabamy obejmie dowództwo i poprowadzi okręt podwodny „H.L. Hunley” do wyjścia z portu bądź też tak daleko, jak tylko okaże się to możliwe, i zatopi każdą napotkaną jednostkę wroga. Wszyscy oficerowie Armii Konfederackiej są zobowiązani, a oficerowie Floty proszeni o udzielenie por. Dixonowi wszelkiej niezbędnej pomocy w realizacji jego zadań. Ostatecznie, po skompletowaniu nowej załogi, której wszyscy członkowie zgłosili się na ochotnika, okręt przeprowadził kilka prób ataku na okręty Unii, żadna jednak z nich nie okazała się owocna, za to udane zanurzenia okrętu potwierdziły jego gotowość do wykonania ataku. W połowie stycznia 1864 roku kmdr John A. Dahlgren – dowódca eskadry floty Unii prowadzącej blokadę Charleston – uzyskał od dezerterów z „Indian Chief” informację o obecności „H.L. Hunleya”, wraz z dokładnymi informacjami o pełnej kłopotów historii okrętu podwodnego. W tej sytuacji, pomny wcześniejszych ataków na okręty federacji przeprowadzonych przez półzanurzalny kuter torpedowy CSS „David”, nakazał przemieszczenie okrętów na płytsze wody, wzmożoną obserwację powierzchni oraz rozwieszenie przy burtach sieci oraz łańcuchów.
W tym czasie ważnej zmianie uległ plan operacyjny załogi „H.L. Hunley” – zamiast atakować okręty pancerne i monitory pozostające w pobliżu wejścia do portu, baczniejszą uwagę poświęcono głównej eskadrze zakotwiczonych dalej od brzegu drewnianych okrętów. Zmianie podległa też koncepcja techniczna ataku – minę holowaną zamieniono na minę wytykową umieszczoną na 5-metrowym drzewcu na dziobie okrętu i zaopatrzoną w harpun do wbicia jej w okręt przeciwnika poniżej linii wodnej. Po uderzeniu w burtę okrętu wroga okręt podwodny miał się wycofać, pozostawiając wbitą w nieprzyjacielską jednostkę minę, która miała zostać zdetonowana za pomocą naprężającej się wraz z ruchem „Hunleya” łączącej go z miną liny.

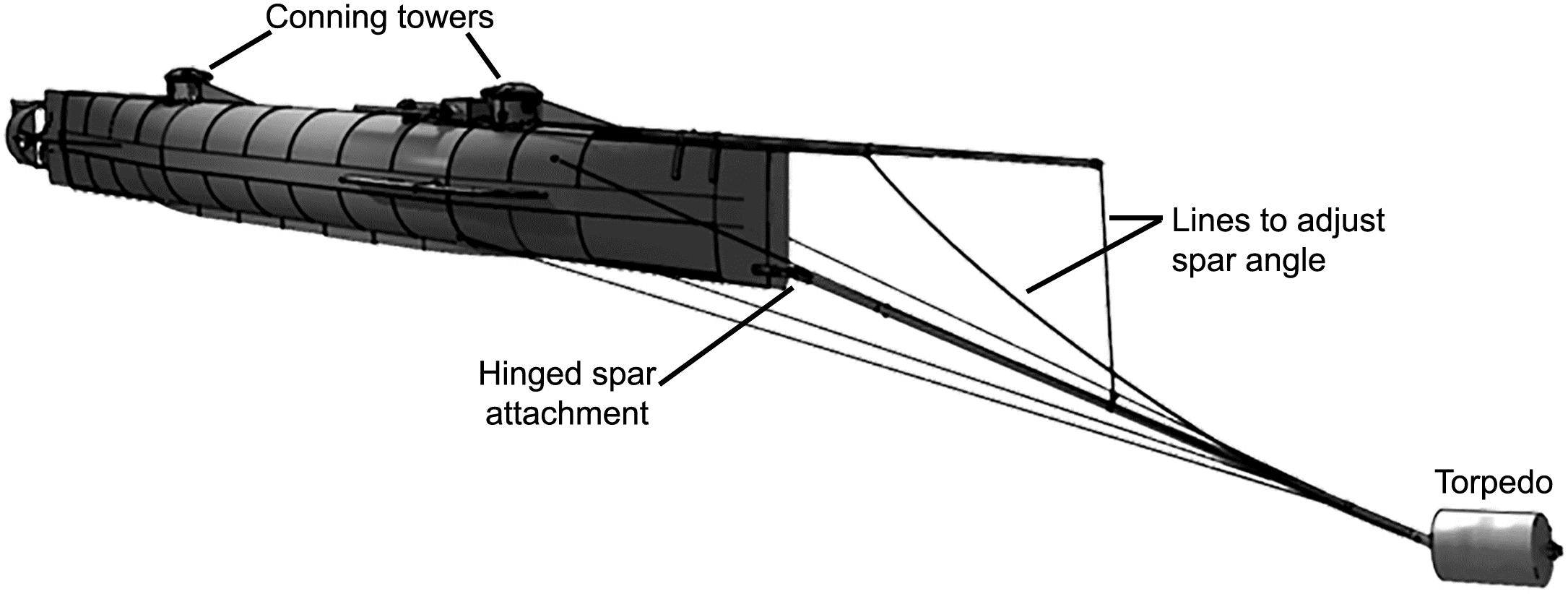
Diagram pokazujący sposób zawieszenia miny wytykowej na dziobie jednostki

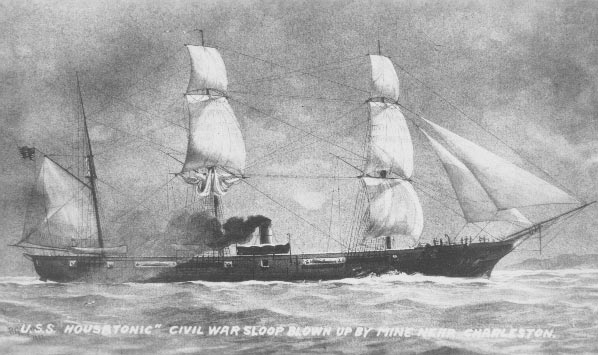
Slup USS „Housatonic”

Na początku lutego 1864 roku w pobliżu Wyspy Sulliwana pojawił się federalny slup USS „Housatonic”, który poprzednie 17 miesięcy spędził w pobliżu Charleston, a ostatnio został przesunięty do nowej lokalizacji celem przechwytywania i niszczenia łamaczy blokady usiłujących dotrzeć do Charleston. Niespokojny stan morza uniemożliwił jednak okrętowi podwodnemu atak aż do wieczora 17 lutego 1864 roku. Tego dnia „H.L. Hunley” pod dowództwem por. George’a Dixona wyszedł z portu po zapadnięciu zmroku przy spokojnym morzu, kierując się w stronę „Housatonica”.
Zbliżając się do celu, „H.L. Hunley” wynurzył się celem uzyskania namiaru na swój cel, ujawniając jednak tym samym swoją pozycję. O 20:45 John Crosby, obserwator z „Housatonica”, zauważył światło świecy przebijające przez wizjer płynącego na powierzchni okrętu podwodnego. Mimo iż nie zidentyfikowano podejrzanej jednostki, ogłoszono alarm i podniesiono kotwicę. „Hunley” był jednak na tyle blisko, że slup nie mógł obniżyć swoich ciężkich dział wystarczająco, aby ostrzelać okręt podwodny, który okazał się odporny na ogień broni lekkiej. Kierujący okrętem podwodnym Dixon przyśpieszył, precyzyjnie naprowadził swój okręt na cel i wbił minę w jego burtę, po czym ostrzeliwany z broni ręcznej wycofał się i zanurzył. Eksplozja miny prawdopodobnie wywołała wybuch magazynu amunicji okrętu. „Housatonic” przełamał się na dwie części, które zatonęły w ciągu 5 minut; zginęło dwóch oficerów i trzech marynarzy jego załogi.
Z niejasnych wówczas przyczyn „H.L. Hunley”, który wedle świadków zdołał nadać sygnał świetlny na brzeg o powodzeniu ataku, nie powrócił do swojej przystani, tonąc wraz z całą załogą. Podczas całej swojej służby „H.L. Hunley” spowodował śmierć w sumie około 35 marynarzy Konfederacji, jednakże zapisał się w historii dokonując pierwszego znanego zatopienia wrogiej jednostki przez okręt podwodny. USS „Housatonic” zaś został pierwszym w historii działań morskich operacyjnym okrętem, który został zatopiony przez okręt tej klasy.

## Odnalezienie i wydobycie wraku

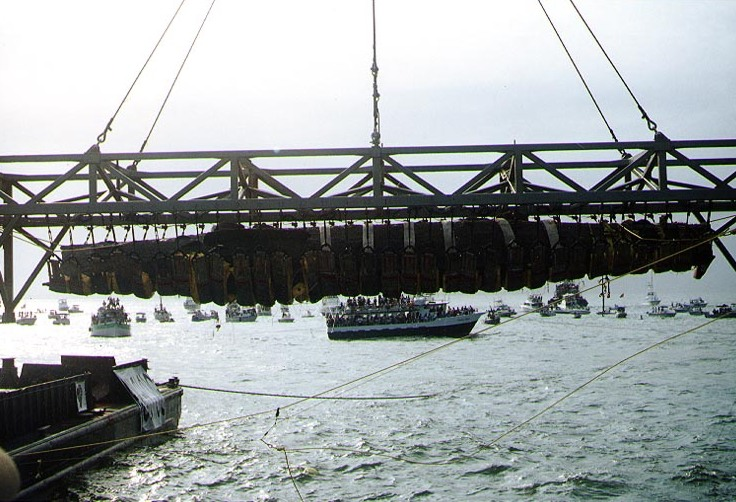
Wrak „H.L. Hunley” tuż po wydobyciu z dna (tutaj jest okryty otuliną, która pozwoliła na jego bezpieczne podniesienie z dna)

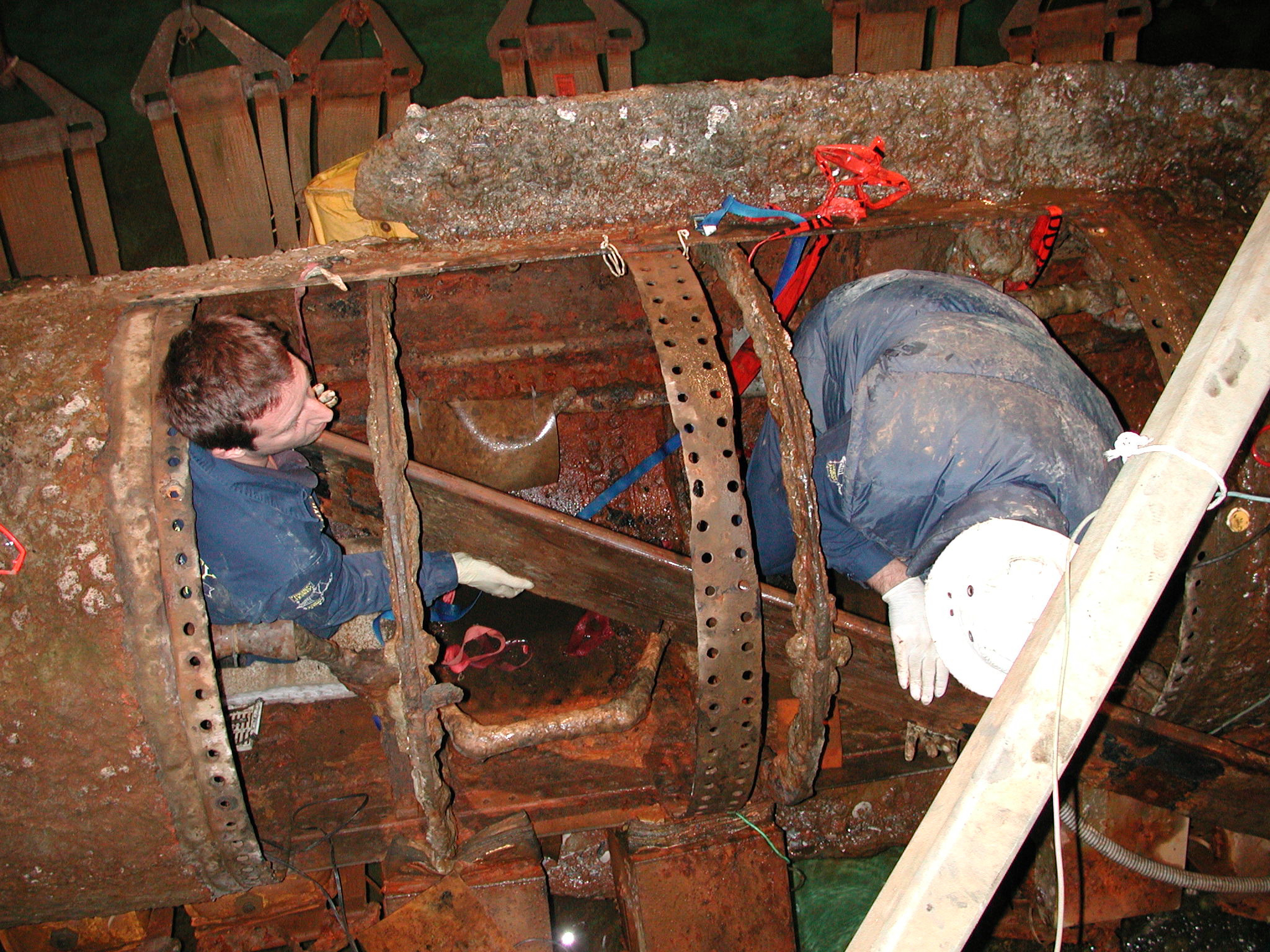
Wrak „H.L. Hunley” podczas zabiegów konserwacyjnych, w trakcie wyciągania z wraku przeznaczonej dla załogi ławy. Było to elementem poszukiwań we wraku rzeczy osobistych załogi, w celu poddania ich badaniom.

Poszukiwania wraku zostały zorganizowane przez National Underwater Agency (NUMA) założoną prywatnie przez autora powieści sensacyjno-przygodowych Clive’a Cusslera. Sfinansowana przez niego ekspedycja odnalazła wrak w maju 1995 roku w pobliżu portu Charleston.
Po przeprowadzeniu badań geologicznych dna morskiego pod wrakiem w celu zapewnienia jego bezpieczeństwa podczas podnoszenia, po 136 latach spoczywania na dnie, dzięki współpracy marynarki wojennej Stanów Zjednoczonych, straży wybrzeża oraz stanu Karolina Południowa, 8 sierpnia 2000 roku okręt wydobyto. Po wydobyciu „H.L. Hunley” poddano badaniom archeologicznym i pracom konserwacyjnym w Warren Lasch Conservation Center. Powołano do tego międzynarodową grupę ekspertów archeologii morskiej, wspartą ekspertami medycyny sądowej, w tym z zakresu osteologii. Badania szczątków ludzkich pozwoliły na ustalenie przybliżonego wieku poszczególnych członków załogi, regionu ich pochodzenia oraz stylu życia. Wykorzystując analizy DNA udało się także imiennie zidentyfikować poszczególnych członków załogi. Badaniom podlegały również zachowane rzeczy osobiste, w tym złota dwudziestodolarowa moneta należąca do dowodzącego jednostką porucznika George’a Dixona, która według legendy uratowała mu życie podczas bitwy pod Shiloh. Na odnalezionej monecie istotnie widoczny jest wyraźny ślad po trafieniu pociskiem.
17 kwietnia 2004 roku odbył się uroczysty pogrzeb ośmiu członków załogi. W ceremonii w Charleston brały udział tysiące ludzi z całych Stanów Zjednoczonych, wielu z nich ubranych w mundury i stroje z czasów wojny secesyjnej.

## Badania przyczyn utraty okrętu
W 2017 ukazała się publikacja naukowa oparta na eksperymentach ze zmniejszonym modelem jednostki i jego miny. Wyniki dają podstawę do twierdzenia, że załoga zginęła od eksplozji własnej broni. Analizy wskazują na następujący mechanizm: wybuch ładunku 61,5 kilograma czarnego prochu w zamkniętym pojemniku w odległości niecałych 5 metrów od kadłuba jednostki wywołał falę uderzeniową rozchodzącą się w wodzie, która spowodowała ugięcie się ścian kadłuba i w ten sposób wytworzenie wtórnej fali uderzeniowej w powietrzu wypełniającym jego wnętrze. Ta fala spowodowała natychmiastową śmierć załogi wskutek urazów płuc. Autorzy publikacji prezentującej te wyniki szacują, że w tych warunkach załoganci mieli 16% szansy przeżycia. Ich zdaniem okręt z martwą załogą dryfował jakiś czas, po czym zatonął. Relacje o nadaniu sygnału o zwycięstwie tłumaczą niewiarygodnością świadków będących pod wpływem emocji i stresu.

## W kulturze
Historia Hunleya jest kanwą nakręconego w 1999 dramatu historycznego "Hunley"